# Премія Соннінга
Пре́мія Со́ннінга (англ. Sonning Prize; дан. Sonningprisen) — данська премія в галузі культури, яка присуджується кожні два роки за видатний внесок у європейську культуру. Її названо на честь данського редактора і письменника Карла Юхана Соннінґа (1879—1937), який заснував нагороду своїм заповітом.
Першим лауреатом нагороди став у 1950 році Вінстон Черчилль. Однак у 1959 році було засновано серію щорічних премій із цією назвою: спочатку нагороду отримав німецько-французький філософ Альберт Швейцер, а потім у 1960 році — британський філософ, логік, математик і громадський діяч Бертран Расселл. Критерієм присудження премії стало: «виконання гідної роботи з розвитку європейської цивілізації», а оцінку давав комітет вченої ради Копенгагенського університету. З 1971 року премія стала присуджуватись раз на два роки.
Лауреати премії обираються комітетом вченої ради під головуванням ректора Копенгагенського університету, який визначає лауреатів із кандидатів, запропонованих європейськими університетами. Премія становить 1 мільйон данських крон (~135 000 євро), а церемонія нагородження проводиться в Копенгагені 19 квітня у день народження Соннінга або близько до цієї дати.

## Лауреати премії Соннінга
Нижче наведено список лауреатів нагороди:
| Рік  | Лауреат                          | Роки життя | Галузь                           | Країна            |
| ---- | -------------------------------- | ---------- | -------------------------------- | ----------------- |
| 1950 | Вінстон Черчилль                 | 1874–1965  | Письменник і державний діяч      | Велика Британія   |
| 1959 | Альберт Швейцер                  | 1875–1965  | Філософ і фізик                  | Франція           |
| 1960 | Бертран Расселл                  | 1872–1970  | Філософ                          | Велика Британія   |
| 1961 | Нільс Бор                        | 1885–1962  | Фізик                            | Данія             |
| 1962 | Алвар Аалто                      | 1898–1976  | Архітектор                       | Фінляндія         |
| 1963 | Карл Барт                        | 1886–1968  | Теолог                           | Швейцарія         |
| 1964 | Жорж Пір                         | 1910–1969  | Теолог і гуманітарій             | Бельгія           |
| 1965 | Ріхард Ніколас Куденгофе-Калерґі | 1894–1972  | Письменник і державний діяч      | Австрія           |
| 1966 | Лоуренс Олів'є                   | 1907–1989  | Актор                            | Велика Британія   |
| 1967 | Віллем Віссер 'т Хоофт           | 1900–1985  | Теолог                           | Нідерланди        |
| 1968 | Артур Кестлер                    | 1905–1983  | Письменник                       | Велика Британія   |
| 1969 | Галдор Лакснесс                  | 1902–1998  | Письменник                       | Ісландія          |
| 1970 | Макс Тау                         | 1897–1976  | Письменник                       | Німеччина         |
| 1971 | Даніло Дольчі                    | 1924–1997  | Письменник і громадський діяч    | Італія            |
| 1973 | Карл Поппер                      | 1902–1994  | Філософ                          | Австрія           |
| 1975 | Ганна Арендт                     | 1906–1975  | Письменниця і політолог          | Німеччина         |
| 1977 | Арне Несс                        | 1912–2009  | Філософ                          | Норвегія          |
| 1979 | Герман Гмайнер                   | 1919–1986  | Філантроп                        | Австрія           |
| 1981 | Даріо Фо                         | 1926–2016  | Драматург                        | Італія            |
| 1983 | Симона_де_Бовуар                 | 1908–1986  | Письменниця                      | Франція           |
| 1985 | Вільям Гейнесен                  | 1900–1991  | Письменник                       | Фарерські острови |
| 1987 | Юрґен Габермас                   | b. 1929    | Соціолог і філософ               | Німеччина         |
| 1989 | Інгмар Бергман                   | 1918–2007  | Режисер кіно і театру            | Швеція            |
| 1991 | Вацлав Гавел                     | 1936–2011  | Письменник і державний діяч      | Чехія             |
| 1994 | Кшиштоф Кесльовський             | 1941–1996  | Кінорежисер                      | Польща            |
| 1996 | Гюнтер Грасс                     | 1927–2015  | Письменник                       | Німеччина         |
| 1998 | Йорн Утзон                       | 1918–2008  | Архітектор                       | Данія             |
| 2000 | Еудженіо Барба                   | нар. 1936  | Письменник і театральний режисер | Італія            |
| 2002 | Мері Робінсон                    | нар. 1944  | Політик                          | Ірландія          |
| 2004 | Мона Хатум                       | нар. 1952  | Художниця відеомонтажу           | Велика Британія   |
| 2006 | Агнеш Геллер                     | 1929–2019  | Філософ                          | Угорщина          |
| 2008 | Ренцо Піано                      | нар. 1937  | Архітектор                       | Італія            |
| 2010 | Ганс-Магнус Енценсбергер         | 1929–2022  | Письменник                       | Німеччина         |
| 2012 | Орхан Памук                      | нар. 1952  | Письменник                       | Туреччина         |
| 2014 | Міхаель Генке                    | нар. 1942  | Кінорежисер                      | Австрія           |
| 2018 | Ларс фон Трієр                   | нар. 1956  | Кінорежисер                      | Данія             |
| 2021 | Світлана Алексієвич              | нар. 1948  | Письменниця і дисидентка         | Білорусь          |
| 2023 | Марина Абрамович                 | нар. 1946  | Перфомерка                       | Сербія            |
| 2025 | Ерве Тіс                         | нар. 1946  | Фізико-хімік                     | Франція           |